# Elodes mamaevi
Elodes mamaevi es una especie de coleóptero de la familia Scirtidae.

## Distribución geográfica
Habita en Rusia.